# Le Rossignol
Le Rossignol (en francès; en rus: Соловей, en català: El rossinyol) és un conte líric rus en tres actes amb música d'Ígor Stravinski. Es coneix normalment pel seu títol en francès. El llibret, basat en el conte El rossinyol, de Hans Christian Andersen, va ser escrit pel compositor Stepán Mitusov.

## Història
Stravinski havia començat a treballar en l'òpera el 1908, amb un llibret elaborat probablement a finals de l'any 1907 amb Stepán Stepanovitx Mitusov, un amic del cercle del compositor Nikolai Rimski-Kórsakov. Hi havia ja acabat el primer dels tres actes de l'òpera quan, l'any 1910, va rebre un encàrrec per part de Serguei Diàguilev. L'empresari, que ja havia pogut apreciar la capacitat del compositor rus en el Scherzo fantastique Feu d'Artifice, li va confiar la partitura de L'ocell de foc pels Ballets Russos, encàrrec que Stravinski va acceptar immediatament. El rossinyol va quedar així abandonat durant uns quants anys. Després va completar altres dos grans ballets per Diàguilev, Petruixka i La consagració de la primavera.
L'any 1914 Stravinski va rebre, del Teatre Lliure de Moscou, l'encàrrec per acabar la partitura del Rossinyol. Dubtava Stravinski si havia o no d'acceptar l'encàrrec: quatre anys, des del punt de vista musical, no són molts, però Stravinski era conscient que, després dels seus grans èxits L'ocell de foc, Petruixka i La consagració de la primavera, el seu estil havia canviat notablement i amb una rapidesa impressionant, i per tant, si hagués continuat la partitura directament en el segon acte, l'obra hauria mancat d'homogeneïtat. Però, d'una altra banda, tampoc la volia escriure una altra vegada sencera.
Després d'un cert temps, es va deixar persuadir i va completar, en el transcurs d'un any, els actes segon i tercer, deixant intacte el primer. Quan va estar acabada, el compositor rus es va assabentar que, mentrestant, el Teatre Lliure havia tancat. Va voler llavors que Diàguilev inclogués El rossinyol en el repertori dels ballets russos. L'empresari estava, de fet, muntant El gall d'or, de Rimski-Kórsakov. La primera representació de l'òpera va ser el 26 de maig de 1914 al Théâtre National de l'Opéra de París, en una producció de Diàguilev, amb els cantants en el fossat i els seus personatges fent mim i ballant a escena. L'obra es va estrenar en francès, com era habitual a l'Òpera de París.
Més tard, el 1917, Stravinski va preparar un poema simfònic, Le chant du rossignol (La cançó del rossinyol), com una obra de concert separada fent servir música de l'òpera. Posteriorment, Stravinski es va apartar de les grans produccions escèniques per a concentrar-se en la música de cambra i de piano.

## Personatges
| Personatge                                   | Tessitura             | Intèrprets a l'estrena, 26 de maig de 1914 (director:Pierre Monteux) |
| -------------------------------------------- | --------------------- | -------------------------------------------------------------------- |
| Rossinyol (Соловей)                          | soprano de coloratura | Aurelia Dobrovolska                                                  |
| Pescador (Рыбак)                             | tenor                 | Aleksandr Varfolomeiev                                               |
| Cuinera (Кухарочка)                          | soprano               | Maria Brian                                                          |
| Emperador (Император)                        | baix                  | Piotr Pavel Andreiev                                                 |
| Camarlenc (Камергер)                         | baix                  | Aleksandr Belianin                                                   |
| Bonze (Бонза)                                | baix                  | Nikolai Goulaiev                                                     |
| Mort (Смерть)                                | contralt              | Elisabeth Petrenko                                                   |
| Primer ambaixador japonès (Японский посол 1) | soprano               | Mamsina                                                              |
| Segon ambaixador japonès (Японский посол 2)  | baix                  | Vassili Saranov                                                      |
| Tercer ambaixador japonès (Японский посол 3) | tenor                 | Fodor Ernst                                                          |

## Argument

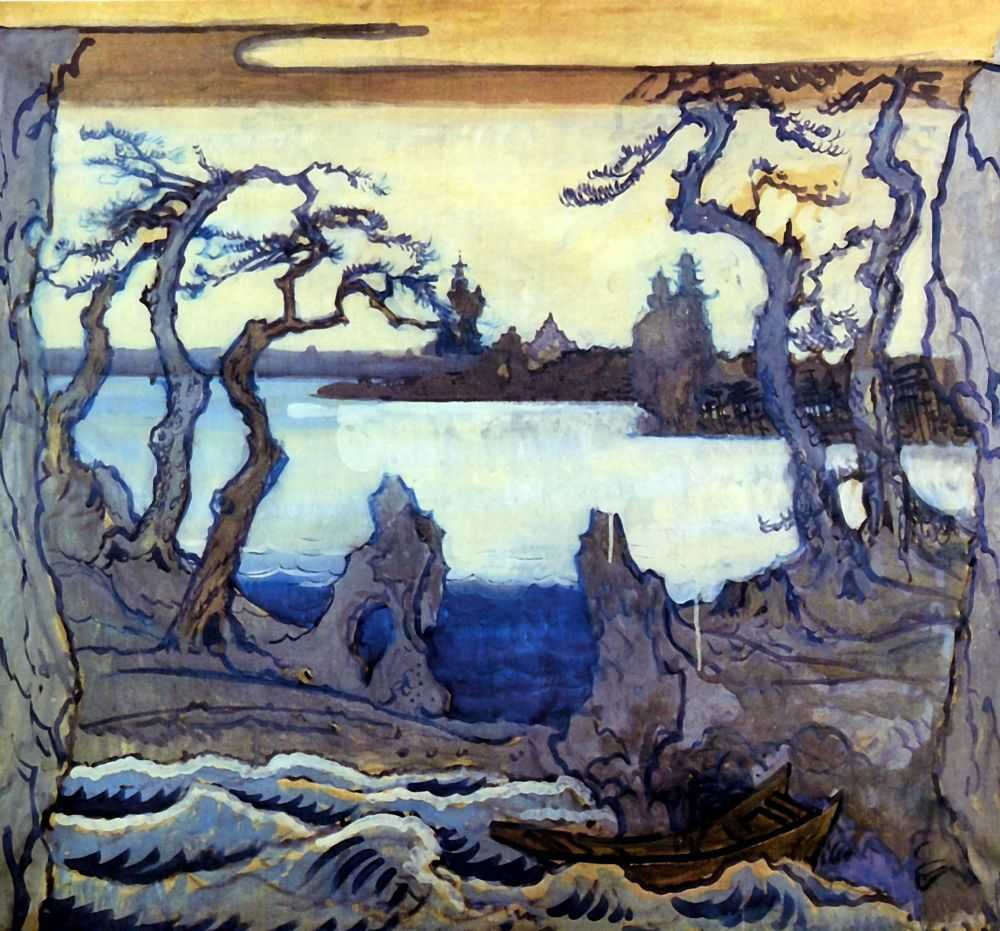
Disseny escènic de A. Benois.

Acció a l'antiga Xina. El pescador (tenor) actua com un comentarista dels esdeveniments de la història.

### Acte I
A la vora del mar, just abans que claregi, un pescador sent la cançó del rossinyol, que li fa oblidar les seves preocupacions. La cuinera (soprano) ha portat oficials de la cort de l'emperador a sentir el rossinyol (soprano), parlant de la bellesa del seu cant. No obstant això, no poden trobar el rossinyol. El camarlenc de la cort (baríton) promet a la cuinera un càrrec com a cuinera particular de l'emperador, si ella pot trobar el rossinyol. Al final el rossinyol apareix, i rep una invitació de la cuinera i del camarlenc per cantar davant l'emperador. El rossinyol accepta la invitació, però diu que la cançó més dolça és la que canta al bosc.

### Acte II
Els cortesans adornen el palau amb llanternes anticipant-se al cant del rossinyol. La cuinera parla als cortesans del rossinyol, que és petit, gris i virtualment invisible, però que el seu cant fa plorar als oients. Una processó anuncia l'arribada de l'emperador, i l'emperador (baix-baríton) mana el rossinyol que canti. El cant afecta a l'emperador profundament, i ofereix a l'au el premi d'una sabatilla daurada per portar al voltant del seu coll. Més tard, tres ambaixadors japonesos ofereixen a l'emperador un rossinyol mecànic, que comença a cantar. L'autèntica au s'escapa volant, i l'enutjat emperador ordena que la bandegin del seu regne. Nomena a l'ocell mecànic "primer cantant".

### Acte III
L'emperador està malalt i proper a la mort. La figura de la Mort és a la cambra de l'emperador. Els fantasmes de les gestes passades de l'emperador ho visiten. L'emperador crida els músics de la cort, però l'autèntic rossinyol ha reaparegut, desafiant l'edicte imperial, i comença a cantar. La mort (contralt) sent la cançó del rossinyol i queda profundament commoguda, i li demana que continuï. El rossinyol es mostra conforme, amb la condició que la mort retorni a l'emperador la seva corona, la seva espasa i el seu estendard. La mort consent i a poc a poc s'allunya de l'escena mentre el rossinyol segueix cantant. L'emperador recupera la seva força a poc a poc, i en veure al rossinyol, li ofereix el lloc de "primer cantant" a la cort. El rossinyol diu que està satisfet amb les llàgrimes de l'emperador com a premi, i promet cantar per a ell totes les nits des de l'ocàs fins a l'alba.

## Enregistraments

### Àudio
| Any  | Elenc (el pescador, el rossinyol, la cuinera, l'emperador)    | Director, teatre i orquestra                                   | Segell discogràfic |
| ---- | ------------------------------------------------------------- | -------------------------------------------------------------- | ------------------ |
| 1960 | Loren Driscoll, Reri Grist, Marina Picassi, Donald Gramm      | Ígor Stravinski, Orquestra i cor de l'Òpera de Washington      | Sony Classical     |
| 1992 | Ian Caley, Phyllis Bryn Julson, Felicity Palmer, Neil Howlett | Pierre Boulez, Cors de la BBC i Orquestra Simfònica de la BBC  | Erato              |
| 1997 | Robert Tear, Olga Trífonova, Pippa Longworth, Paul Whelan     | Robert Craft, Orquestra Filharmònica de Londres, London Voices | Naxos              |

### Vídeo
- 2005 (DVD) - Christian Chaudet (director). Hugo Simcic, Natalie Dessay, Marie McLaughlin i Vsevolod Grivnov. Segell: Virgin Classics.

## Altres compositors
El compositor francès Petelard, va escriure una òpera còmica l'any 1798 amb el mateix nom i argument.